# 硼烷氨
硼烷氨是一个化合物，分子式为H3NBH3。硼烷氨是最基本的硼-氮化合物，因为氢经济的发展，硼烷氨因其稳定的储氢能力引起人们的关注。

## 合成
因为乙硼烷和氨反应通常生成二氨盐[H2B(NH3)2]+·[BH4]−，所以，硼烷氨的制作方法一般是用一个甲硼烷的加合物和氨反应，如下所示：
BH3(THF) + NH3 → BH3NH3 + THF
硼烷氨的另一个合成方法在2007年取得了专利，如下图所示：

## 结构与性质
硼烷氨的结构可以被看做是氮和硼的氢化物，但就性质上来说，硼上的氢比较显碱性，而氮上的氢有一定的酸性。在标准状况下，硼烷氨是一个固体。硼烷氨也是乙烷的等电子体，结构与乙烷类似，不过显而易见的是，它与乙烷在性质上的相似度很低，因为硼烷氨是固体而乙烷是气体（沸点：-181℃，相差284℃）。学界已经就这个显著的差别讨论了很多年。
B-N的键长是1.58(2)Å，B-H和N-H的键长分别是1.15和0.96Å。
硼烷氨的固体结构显示NH和BH中心有着很强的相互作用。
最初对于硼烷氨的晶体学分析把B和N的相对位置弄反了，直到应用可以更精确定位氢原子的中子衍射技术，才得到最新的结构。

## 应用
在氢经济中，硼烷氨可以作为机动车使用的备选氢来源或氢储存的材料，因为当加热硼烷氨时，它首先会聚合成(NH2BH2)n，如果继续加热，再继续聚合成(NHBH)n。
在有机合成中，硼烷氨被用作一个在空气中稳定的乙硼烷的衍生物。